# Margalida Font Aguiló
Margalida Font Aguiló, nacida en Mallorca y residente en Formentera. Casada, dos hijos.
Su profesión es maestra de secundaria, durante mucho tiempo fue maestra de religión en el Instituto de Educación Secundaria Marc Ferrer de Formentera. En el curso 2006/07 abandono la docencia para dedicarse a la vida política. Se presentó en las listas del PSOE en las elecciones al Ayuntamiento- Consejo Insular de Formentera celebradas en el 2007. Su partido  consiguió 679 votos a favor, con lo cual consiguieron dos Consejeros. Gente por Formentera y el PSOE llegaron a un acuerdo por el que Jaume Ferrer Ribas fue elegido alcalde y presidente del primer Consejo de Formentera. 9 de julio de 2007 fue investida primera Consejera de Bienestar Social, Juventud.

## Logros políticos
Como Consejera de Bienestar Social y Juventud, mejoró los servicios a las personas más necesitadas ampliando de forma significativa la atención domiciliaria, puso en ejecución la ley de dependencia, pudiéndose beneficiar muchas familias de ayudas económicas o de material para asistir a sus ancianos, puso en operación la oficina de la mujer maltratada y consiguió que se construyera el centro de día y Alzheimer. En juventud mejoró las ayudas a estudiantes y las actividades de ocio, mejorando el Casal de Joves.
El 28 de enero de 2011 la Consejería de Bienestar Social y Juventud y la Consejería Infraestructuras, Agricultura, Ganadería, Caza y Pesca desaparecieron y naciendo la Consejería de Agricultura, Ganadería, Caza, Pesca  y Juventud , a cargo de María Dolores Fernández Tamargo substituta del Consejero Bartolo Ferrer, quién había dimitido por cuestiones personales y la Consejería de Bienestar Social e Infraestructuras, a cargo de Font. Pero Font no solo asumiría el Área de Infraestructuras si no también la vicepresidencia segunda. 
Así desde el 28 de enero de 2011 Margalida Font se convertía en la segunda Vicepresidenta Segunda y la Consejera de Bienestar Social e Infraestructuras del Consejo Insular de Formentera tras la desaparición de la actual Consejería.

## Senadora
El 22 de marzo de 2011, Margalida Font Aguilo tomó posesión como Senadora de Ibiza y Formentera, gracias al pacto electoral que el PSOE Y ExC llegaron, donde pactaban que Pere Torres “Casetes” ocupara el escaño durante tres años y ella, como substituta, el último año de legislatura, el 26 de septiembre de 2011 el Senado fue disuelto por la convocatoria anticipada de las elecciones generales, por este motivo Margalida dejó de ser Senadora.
El 20 de noviembre Margalida se presenta como la primera suplente al senado con el PSOE. Pero en octubre la Agrupación Insular Socialista de Formentera llega a un acuerdo de gobierno con el partido Gente por Formentera que gobierna en minoría el Consejo Insular de Formentera, para formar gobierno con la condición que Margalida se substituya a Jaume Ferrer (presidente del Consejo) como diputado por Formentera en el Parlamento de las Islas Baleares, por los tres años restante de legislatura.

## Sucesión
| Predecesor: Bartomeu Ferrer       | Vicepresidencia Segunda Consejo Insular de Formentera 28 de enero de 2011- 11 de junio de 2011          | Sucesor: Bartomeu Escandell Tur |
| Predecesor: /> Bartomeu Ferrer    | Área de Infraestructuras 28 de enero de 2011- 11 de junio de 2011                                       | Sucesor: Bartomeu Escandell Tur |
| Predecesor: Pere Torres "Casetes" | Senadora por Ibiza y Formentera en el Senado de España 22 de marzo de 2011- 26 de septiembre de 2011    | Sucesor: JOSÉ SALA TORRES       |
| Predecesor: Jaume Ferrer Ribas    | Diputado por Formentera en el Parlamento de las Islas Baleares 19 de junio de 2012- 13 de junio de 2015 | Sucesor: Sílvia Tur Ribas       |